# Erzbistum Goiânia
Das Erzbistum Goiânia (lateinisch Archidioecesis Goianiensis, portugiesisch Arquidiocese de Goiânia) ist eine in Brasilien gelegene römisch-katholische Erzdiözese mit Sitz in Goiânia im Bundesstaat Goiás.

## Geschichte
Das Erzbistum Goiânia wurde am 26. März 1956 durch Papst Pius XII. mit der Apostolischen Konstitution Sanctissima Christi Voluntas aus Gebietsabtretungen des Erzbistums Goiás errichtet. Am 16. Januar 1960 gab das Erzbistum Goiânia Teile seines Territoriums zur Gründung des Bistums Brasília ab. Eine weitere Gebietsabtretung erfolgte am 25. November 1961 zur Gründung der Territorialprälatur São Luís de Montes Belos. Das Erzbistum Goiânia gab am 11. Oktober 1966 Teile seines Territoriums zur Gründung der Bistümer Anápolis, Ipameri und Itumbiara ab.

## Erzbischöfe von Goiânia
- Fernando Gomes dos Santos, 1957–1985
- Antônio Ribeiro de Oliveira, 1985–2002
- Washington Cruz CP, 2002–2021
- João Justino de Medeiros Silva, seit 2021